# Бентон (Міссурі)
Бентон (англ. Benton) — місто (англ. city) в США, в окрузі Скотт штату Міссурі. Населення — 866 осіб (2020).

## Географія
Бентон розташований за координатами 37°6′0″ пн. ш. 89°33′51″ зх. д. / 37.10000° пн. ш. 89.56417° зх. д. (37.099916, -89.564257).  За даними Бюро перепису населення США в 2010 році місто мало площу 1,37 км², з яких 1,37 км² — суходіл та 0,00 км² — водойми. В 2017 році площа становила 1,65 км², з яких 1,65 км² — суходіл та 0,00 км² — водойми.

## Демографія
Згідно з переписом 2010 року, у місті мешкали 863 особи в 311 домогосподарстві у складі 214 родин. Густота населення становила 631 особа/км².  Було 339 помешкань (248/км²).
Расовий склад населення:
| - 94,2 % — білих - 4,9 % — чорних або афроамериканців |

До двох чи більше рас належало 0,7 %. Частка іспаномовних становила 1,5 % від усіх жителів.
За віковим діапазоном населення розподілялося таким чином: 24,2 % — особи молодші 18 років, 64,7 % — особи у віці 18—64 років, 11,1 % — особи у віці 65 років та старші. Медіана віку мешканця становила 35,5 року. На 100 осіб жіночої статі у місті припадало 112,0 чоловіків;  на 100 жінок у віці від 18 років та старших — 111,0 чоловіків також старших 18 років.
Середній дохід на одне домашнє господарство  становив 59 590 доларів США (медіана — 47 143), а середній дохід на одну сім'ю — 69 993 долари (медіана — 58 125). Медіана доходів становила 50 625 доларів для чоловіків та 30 250 доларів для жінок. За межею бідності перебувало 13,1 % осіб, у тому числі 8,7 % дітей у віці до 18 років та 8,3 % осіб у віці 65 років та старших.
Цивільне працевлаштоване населення становило 404 особи. Основні галузі зайнятості: освіта, охорона здоров'я та соціальна допомога — 19,8 %, роздрібна торгівля — 16,6 %, мистецтво, розваги та відпочинок — 13,1 %.